# Polyvena
Polyvena es un género extinto de polillas de la familia Tortricidae. Contiene solo una especie (Polyvena horatius) que se describió a partir del ámbar dominicano.